# Forma estròfica
La forma estròfica és una forma musical o estructura musical consistent en la repetició d'una música que considerem l'estrofa. En tant que aquesta forma és especialment pròpia de la música vocal i en especial de les cançons, en aquest cas ens referim s'anomenen cançons estròfiques, en les quals textos diferents però amb unes característiques i un patró rítmics i mètrics suficientment semblants s'apliquen a una mateixa música.
La forma estròfica pot presentar-se com una mera successió d'estrofes o bé una alternança d'estrofes (en les quals es manté una mateixa música per a textos canviants) i una tornada que manté una unitat tant de música com de text. En algunes formes en concret com per exemple la nadala del Renaixement, l'últim vers de l'estrofa del text coincideix amb l'inici de la tornada de la música en el que s'anomena vers d'enllaç. Un altre tipus d'irregularitat o desajust és la que es dona amb certa freqüència en la cançó popular moderna en la qual a una estrofa del text de li adjudica la música de la tornada de manera que s'elimina la tornada de text.
La forma estròfica aplicada a la música vocal permet una forma de combinació d'unitat i variació que sembla que convé habitualment a la música europea: en aquest unitat de música que es repeteix estrofa rere estrofa i varietat de text que va variant. D'altra banda, constitueix un procés compositiu econòmic en la mesura en què poca música permet musicar un text molt més llarg. Probablement per alguna d'aquestes raons o per totes dues, es troba pràcticament a tota la història de la música vocal europea, des de les balades medievals, passant per la nadala ja esmentada, el lied del romanticisme, fins a la cançó popular moderna dels segles xx i XXI.
En determinats moments, estils i contextos ha representat les formes menys elaborades de producció, al mateix temps que altres formes contemporànies optaven per estructures i patrons formals menys repetitius. En altres casos la mateixa forma estròfica de la música vocal ha introduït canvis estrofa rere estrofa: canvis menors que no esborressin la unitat formal però que evitessin qualsevol risc de monotonia i/o que -d'alguna manera- acompanyessin o il·lustressin algun element del significat del text propi d'una estrofa en concret (per exemple un canvi en la figuració de l'acompanyament musical, una modulació, etc.). En altres casos, encara, formes estròfiques han estat el punt d'origen des del qual s'han desenvolupat altres formes i gèneres.